# Sinfonia n.º 2 (Shostakovich)

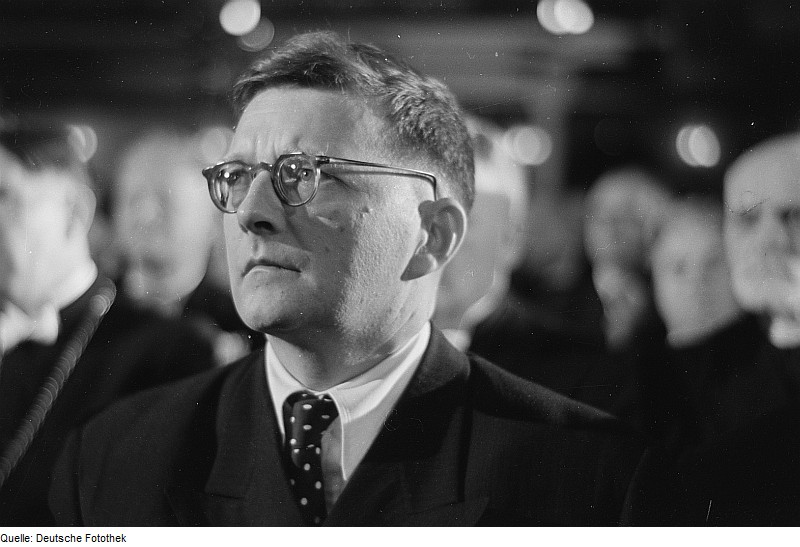
Dmitri Shostakovich

A Sinfonia No. 2 em Si maior, do compositor soviético Dmitri Shostakovich (opus 14), também é conhecida como Para Outubro, para o décimo aniversário da Revolução de Outubro. Sua primeira performance ocorreu com a Orquestra Filarmônica de Leningrado e o Coral Capella da Academia, sob Nikolai Malko, no dia 5 de novembro de 1927. Shostakovich revisitou posteriormente os eventos da Revolução de Outubro com a sua Décima Segunda Sinfonia, intitulada de o Ano de 1917.

## Estrutura
A sinfonia é um pequeno trabalho (aproximadamente vinte minutos) instrumentos em um movimento; esse movimento é dividido em quatro seções, a última inclui um coro. Shostakovich compôs sua Segunda Sinfonia em um gestual, uma forma geométrica "com uma música sem uma estrutura emocional", com o intúito de refletir os movimentos de fala e físicos em um estilo neorrealista. 
1. Largo
Quis retratar o caos primordial do qual havia surgido, as vozes instrumentais mesclam-se nessa início polifônico de treze vozes, como impulsos liberados do vazio. Esta foi considerada a Klangflächenmusik[2].
2. Semínima
Um episódio meditativo que Shostakovich descreveu como "morte de uma criança"[3].
3. Poco meno mosso = Allegro molto
4. Coro: "Para Outubro"
O coral final do trabalho traz um texto de Alexander Bezymensky, louvando Vladimir Lenin e a revolução[3].

## Instrumentação
Madeiras
3 Flautas
2 Oboés
2 Clarinetes
2 Fagotes
Metais
4 Trompas
3 Trompetes
3 Trombones
Tuba
Percussão
Timpano
Bumbo
Caixa
Gongo
Prato
Triângulo
Sino
Sirene
Glockenspiel
Cordas
1ºs Violinos
2ºs Violinos
Violas
Violoncelos
Contrabaixos

## Resumo
A Segunda e a Terceira sinfonias de Shostakovich têm sido criticadas eventualmente por incongruências em suas seções de orquestra experimental e mais convencionalmente, pelo coro final com propaganda a Lenin (Agitprop). Muito posteriormente, Shostakovich admitiu que entre suas quinze sinfonias, "duas eu acho que são completamente insatisfatórias - estas são a Segunda e a Terceira".
A Segunda Sinfonia foi composta para incluir o poema de Alexander Bezymensky, que glorificava o papel de Vladimir Lenin na luta, em um estilo bombástico. O culto de Vladimir Lenin, imposto pelos mais altos escalões do Partido, cresceu em proporções gigantescas nos anos imediatamente após sua morte. O trabalho foi inicialmente intitulado Para Outubro, referindo-se como um Poema Sinfônico e Dedicação Sinfônica a Outubro. Tornou-se Para Outubro, uma Dedicação Sinfônica quando o trabalho foi publicado em 1927. Tornou-se conhecida como "sinfonia" consideravalmente depois.

### O Espírito de Outubro
Durante a década de 1920 na Rússia, "Outubro" referia-se ao espírito da Revolução, que foi o novo mundo da liberdade e comunhão, atingindo do centro para a esquerda. A ideia política mais próxima dessa foi a concepão da doutrina de Trotskyite de "revolução permanente". 